# Municipio de Madison (condado de Riley)
El municipio de Madison (en inglés: Madison Township) es un municipio ubicado en el condado de Riley en el estado estadounidense de Kansas. En el año 2010 tenía una población de 9606 habitantes y una densidad poblacional de 26,24 personas por km².

## Geografía
El municipio de Madison se encuentra ubicado en las coordenadas 39°12′39″N 96°48′15″O / 39.21083, -96.80417. Según la Oficina del Censo de los Estados Unidos, el municipio tiene una superficie total de 366.13 km², de la cual 365.81 km² corresponden a tierra firme y (0.09%) 0.32 km² es agua.

## Demografía
Según el censo de 2010, había 9606 personas residiendo en el municipio de Madison. La densidad de población era de 26,24 hab./km². De los 9606 habitantes, el municipio de Madison estaba compuesto por el 75.43% blancos, el 13.55% eran afroamericanos, el 1.11% eran amerindios, el 2.37% eran asiáticos, el 0.52% eran isleños del Pacífico, el 2.83% eran de otras razas y el 4.17% pertenecían a dos o más razas. Del total de la población el 11.15% eran hispanos o latinos de cualquier raza.